# Аве-Лаллеман, Фридрих Христиан Бенедикт
Фридрих Христиан Бенедикт Аве-Лаллеман (нем. Friedrich Christian Benedikt Avé-Lallemant; 23 мая 1809, Любек — 20 июля 1892, Берлин) — немецкий криминалист и писатель.

## Биография
Фридрих Христиан Бенедикт Аве-Лаллеман родился в семье музыкального педагога. Известный врач своего времени Роберт Христиан Бертольд Аве-Лаллеман и музыкальный критик Теодор Аве-Лаллеман были его братьями.
Получил образование в гимназии родного города Любек, параллельно получил музыкальное образование благодаря урокам своего отца. После окончания гимназии поступил в Университет Йены, где Аве-Лаллеман изучал юриспруденцию.
В 1834 году окончил университет и в течение семи лет работал в Любеке адвокатом. 20 сентября 1842 года женился на Иде Вильгельмине Блюер (нем. Ida Wilhelmine Blüher). В браке родилось пять дочерей и два сына.
В 1843 году получил должность прокуратора Верховного суда Любека. В 1851 году, после полной реорганизации любекской полиции, Аве-Лаллеман был назначен на должность актуария. Параллельно до 1852 года он заведовал собственной конторой.
Аве-Лаллеман внёс значительный вклад в развитие криминалистики. В 1858 году написал свою известную книгу «Das deutsche Gaunertum», в которой Аве-Лаллеман описал развитие класса мошенников, а в приложении к книге поместил словарь воровского жаргона.
В 1864 году умерла его жена. Но уже 8 ноября 1866 года женился на Йоганне Элизе Диттмер (нем. Johanna Elise Dittmer).
В 1868 году, в возрасте 59 лет, Аве-Лаллеман ушёл в отставку. В 1882 году переехал в Берлин. 20 июля 1892 года, в возрасте 83 лет, умер.

## Произведения
- Das deutsche Gaunertum in seiner sozialpolitischen, literarischen und linguistischen Ausbildung zu seinem heutigen Bestande. Fourier, Wiesbaden 1998, ISBN 3-925037-95-0 (Nachdruck der Ausgabe Berlin 1914)
- Die Krisis der deutschen Polizei. Brockhaus, Leipzig 1861
- Der Magnetismus mit seinen mystischen Verirrungen: culturhistorischer Beitrag zur Geschichte des deutschen Gaunertums. Brockhaus, Leipzig 1881
- Die Mersener Bockreiter des 18. und 19. Jahrhunderts: ergänzender Beitrag zur Geschichte des deutschen Gaunertums. Brockhaus, Leipzig 1880
- Die norddeutsche Bundespolizei. Springer, Berlin 1868
- Physiologie der deutschen Polizei. Brockhaus, Leipzig 1882
- Die Reform der Polizei in Hamburg. Perthes-Besser & Mauke, Hamburg 1862